# كابتن ماجد 2: المهاجم الهداف
كابتن تسوباسا 2: المهاجم الهداف (باليابانية: キャプテン翼II スーパーストライカー)، هي لعبة فيديو من نوع لعبة تقمص الأدوار وكرة قدم، أنتجت شركة تيكمو سنة 1990م، وتم تعريب اللعبة من قبل المبرمج العربي عدنان في عقد 1990م تحت مسمى الكابتن ماجد 2: المهاجم الهداف، وتعد اللعبة الأكثر شعبية في العالم العربي وقتها.

## بدايتها
بدأت إنتاج اللعبة بعد عامين من إصدار لعبة كابتن ماجد الجزء الأول على كمبيوتر العائلة، لكن تحسنت معظم طريقة التصميم من ناحية الرسوم والموسيقى والصوت، وحتى الإثارة والتنسيق.

## ميزات اللعبة
تتميز لعبة كابتن ماجد بالحركة بعد المباراة، وتستطيع مشاهدة نتيجة المباراة والوقت، ففي وقت اللعبة تكون 30 دقيقة، فكل المباريات عندما تنتهي بالتعادل ستلجأ إلى وقتي الإضافيين، ومن ثم إلى الضربة الترجيحية.

## الترجمة إلى اللغات الأخرى

ظهور اللغة العربية مابين عام 1994 و1995م

قام أحد المجتهدين بالحصول على لعبة كابتن ماجد 2: المهاجم الهداف ، وقيامه بتعديل الكلمات النصية من اللغة اليابانية إلى اللغات الأخرى، وكانت أشهرها تعريب اللعبة بالكامل من غير ترخيص لشركة تيكمو اليابانية.

### تعريب اللعبة
ما بين عامي 1994-1995، تم نسخ اللعبة من اللغة اليابانية إلى اللغة العربية لأول مرة في تاريخ العاب ننتيندو ، وذلك عبر المترجم عدنان برغم أن اللعبة غير مرخصة ، كما نجح عدنان من خلال الترجمة والتعديل بشكل كامل وتحويلها من الأحرف اليابانية إلى الأحرف العربية، ونشرت في المملكة العربية السعودية ودول الخليج العربي بشكل ناجح جداً.

### اللغات الأخرى
قام مستخدم يدعى هايوبوساكون (hayabusakun) بترجمة اللعبة إلى اللغة الإنجليزية سنة 2007م، كما قام مستخدم يدعى كرويفورد بترجمة اللعبة إلى اللغة التركية عام 2008م.